# John Schuck
John Conrad Schuck, född 4 februari 1940 i Boston, Massachusetts, är en amerikansk skådespelare. 

## Biografi
Efter examen från Denison University arbetade Schuck vid regionala teatrar, inklusive Cleveland Playhouse, Baltimore Center Stage samt American Conservatory Theatre (ACT) i San Francisco. Robert Altman såg Schuck i en pjäs vid ACT och rollbesatte denne som armétandläkaren Walter "Painless Pole" Waldowski för långfilmen M*A*S*H.
På 1990-talet spelade han rollen som Daddy Warbucks i Broadway-uppsättningen av musikalen Annie.. Schuck har även spelat klingon i flera långfilmer och TV-serier om Star Trek.

## Filmografi (urval)
- 1969–1970 – Krutrök (TV-serie) (2 avsnitt)
- 1970 – M*A*S*H
- 1970 – På farligt uppdrag (TV-serie) (1 avsnitt)
- 1970 – The Mary Tyler Moore Show (TV-serie) (1 avsnitt)
- 1971 – Bröderna Cartwright (TV-serie) (1 avsnitt)
- 1971 – McCabe & Mrs. Miller
- 1971–1977 – McMillan & Wife (TV-serie) (39 avsnitt)
- 1976–1977 – Holmes och YoYo (TV-serie) (13 avsnitt)
- 1977 – Rötter (TV-serie) (1 avsnitt)
- 1978–1980 – Fantasy Island (TV-serie) (2 avsnitt)
- 1978 – Kärlek ombord (TV-serie) (2 avsnitt)
- 1979 – Butch och Sundance, superhjältarna
- 1984–1986 – Mord och inga visor (TV-serie) (2 avsnitt)
- 1984 – St. Elsewhere (TV-serie) (4 avsnitt)
- 1986 – Star Trek IV – Resan hem
- 1987 – Lagens änglar (TV-serie) (1 avsnitt)
- 1987 – MacGyver (TV-serie) (1 avsnitt)
- 1987 – Matlock (TV-serie) (1 avsnitt)
- 1987 – Pantertanter (TV-serie) (1 avsnitt)
- 1987 – Par i damer
- 1988 – Pippi Långstrump – starkast i världen
- 1990 – Dick Tracy
- 1991 – Star Trek VI – The Undiscovered Country
- 1992 – Rugrats (TV-serie) (röstroll, 1 avsnitt)
- 1993 – Systrar (TV-serie) (1 avsnitt)
- 1994 – Star Trek: Deep Space Nine (TV-serie) (1 avsnitt)
- 1995–1996 – Babylon 5 (TV-serie) (2 avsnitt)
- 1995 – Freakazoid (TV-serie) (röstroll, 1 avsnitt)
- 1995 – På spaning i New York (TV-serie) (1 avsnitt)
- 1997 – Hey Arnold! (TV-serie) (röstroll, avsnitt)
- 1998 – Star Trek: Voyager (TV-serie) (1 avsnitt)
- 2001 – I lagens namn (TV-serie) (1 avsnitt)
- 2001 – Skorpionens förbannelse
- 2004–2010 – Law & Order: Special Victims Unit (TV-serie) (8 avsnitt)
- 2005 – Star Trek: Enterprise (TV-serie) (2 avsnitt)